# Marktkirche (Essen)

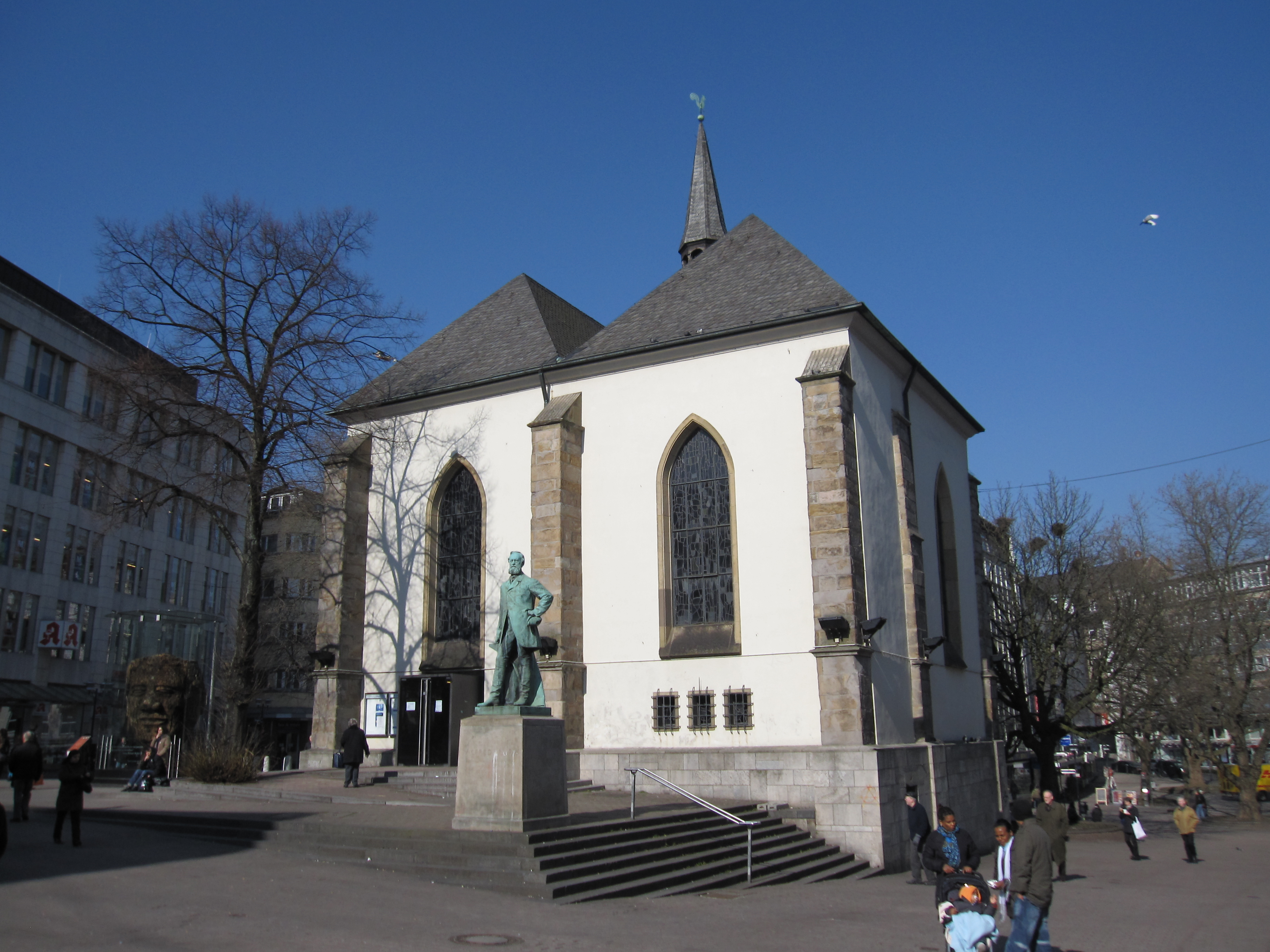
Marktkirche in Essen (2011)

Die Essener Marktkirche, bis Ende des 19. Jahrhunderts Gertrudiskirche, liegt in der Essener Innenstadt am Markt, dem ursprünglichen Essener Marktplatz, der einst wirtschaftliches, politisches und religiöses Zentrum der Stadt war. Die im Ursprung romanische, nach teilweisem Wiederaufbau spätgotische Hallenkirche war die erste protestantische Kirche Essens.

## Geschichte
Die erste urkundliche Erwähnung der Kirche findet sich im Testament der Äbtissin Theophanu, in dem sie bestimmte, dass zu ihrem Gedächtnis Kerzen ad sancta Gertrudii entzündet werden sollten. Das ursprüngliche Patrozinium der Heiligen Gertrud von Nivelles resultierte aus Theophanus familiären Kontakten, im Stift Nivelles war Theophanus Schwester Adelheid Äbtissin. Vermutlich entstand der erste Kirchenbau an dieser Stelle um das Jahr 1043, in dem Äbtissin Theophanu von Kaiser Heinrich III. das Marktrecht erhielt, als Kirche für die Marktleute. St. Gertrud gehörte zur Kirchenfamilie des Essener Münsters und war bis zur Reformation bei Prozessionen als Station in die Stiftsliturgie eingebunden. Mit der Aufteilung Essens in zwei Pfarrbezirke wurde St. Gertrud Pfarrkirche der südlichen Stadt, während die nördliche Innenstadtgemeinde in St. Johannis verblieb. Eine erste Benennung als Marktkirche kann bereits für das 14. Jahrhundert nachgewiesen werden. Sie diente während des Mittelalters dem Stadtrat auch als Wahl- und Sitzungsort. Durch die Besetzung der Kirche durch das Bürgertum 1543, welches damit die Einsetzung eines evangelischen Predigers forderte, erlangte die Marktkirche eine zentrale Bedeutung. Allerdings konnte sich der Magistrat erst 1563 durchsetzen, wobei Konflikte mit den Fürstäbtissinnen konfessioneller und politischer Art die Folge waren. Am 28. April 1563 hielt Pfarrer Heinrich Barenbroch, der Reformator von Essen, die erste evangelische Predigt in der Heilig-Geist-Kapelle, am 2. Mai konnte er in der Gertrudiskirche zum ersten Mal das Abendmahl unter beiderlei Gestalt austeilen. Nach seinem Tod 1587 fand Barenbroch im Chor der Kirche, beim Eingang zur Sakristei, seine letzte Ruhestätte.
Während der spanischen Besatzung setzte die Essener Fürstäbtissin Maria Clara von Spaur den katholischen Gottesdienst durch. Zwei Jahre später, nach Abzug der Spanier 1630, nahm der Prediger Wittgen vom Aschenbruch, dem Ort wo heute die Kreuzeskirche steht, den protestantischen Gottesdienst wieder in der Gertrudiskirche auf. Seitdem blieb die Kirche protestantisch.
1786 wurde dem südlichen Kirchenschiff nach Umbau eine kleine Vorhalle angefügt. In den Jahren 1871 und 1872 fanden umfangreiche Sanierungsarbeiten statt, wobei das Innere ein neues Aussehen erhielt. Hinzu kamen neue, bunte Fenster, gestiftet von Gustav Ernst Waldthausen. In den Jahren 1877/1878 und 1894/1895 erlitt die Kirche erste Bergschäden durch den Steinkohlenbergbau. Nach der Weihe der neuen katholischen Gertrudiskirche in der südlichen Innenstadt erhielt die Kirche auch offiziell den Namen Marktkirche.
Im Zweiten Weltkrieg wurde die damals dreischiffige Hallenkirche bis auf die Außenmauern und zwei Joche zerstört, der Turm war größtenteils eingestürzt. Die Kirche galt den Stadtplanern als Verkehrshindernis und sollte zunächst nicht wieder aufgebaut werden. Baudezernent Sturm Kegel setzte jedoch einen teilweisen Wiederaufbau durch, wenn auch nur die beiden östlichen Joche als Kirche erneut errichtet wurden, die Turmfundamente und der restliche Teil der Kirche wurden abgerissen. Neben der Verkleinerung der Grundfläche um fast die Hälfte wurden Dachform und Reiter beim Wiederaufbau verändert, so dass der heutige Bau nur einen Torso der ursprünglichen Kirche darstellt. Auf den so neu entstandenen westlichen Portalen waren in einem Bronzerelief die apokalyptischen Reiter in Erinnerung an Krieg und Vernichtung dargestellt.
2006 wurde die Kirche vom Architekten Eckhard Gerber umgeplant und durch einen neuen Westchor aus blauem Glas ergänzt, die ehemaligen Westportale wurden auf die Empore versetzt. Seit September 2006 unterhält die Evangelische Kirche in der Marktkirche eine zentrale Kirchen-Wiedereintrittsstelle.

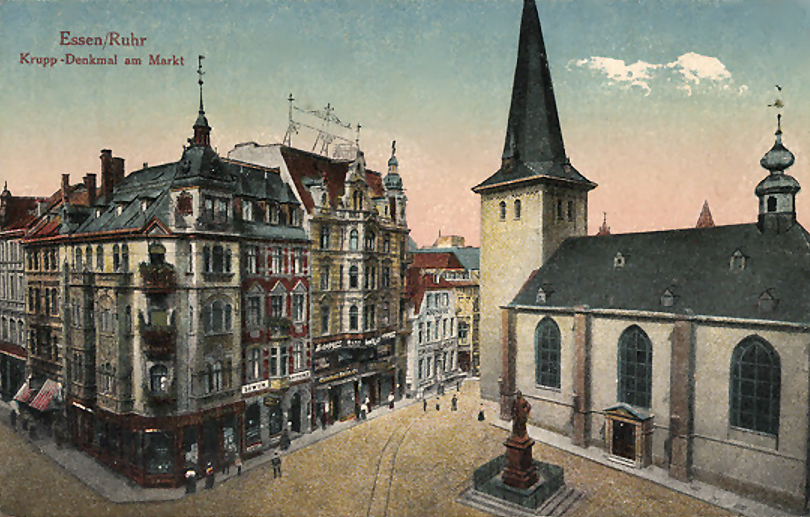
Marktkirche um 1912
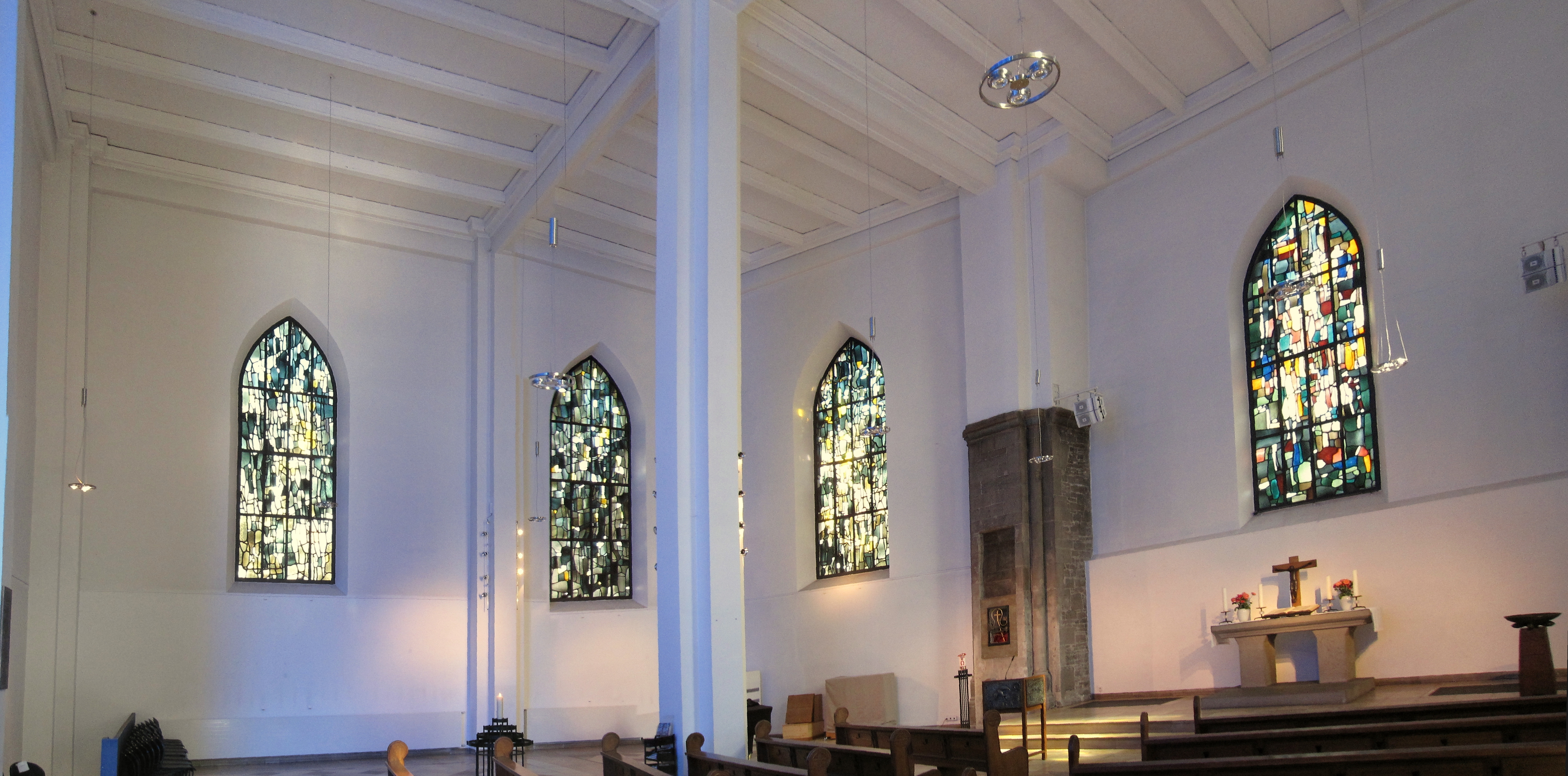
Innenansicht 2011
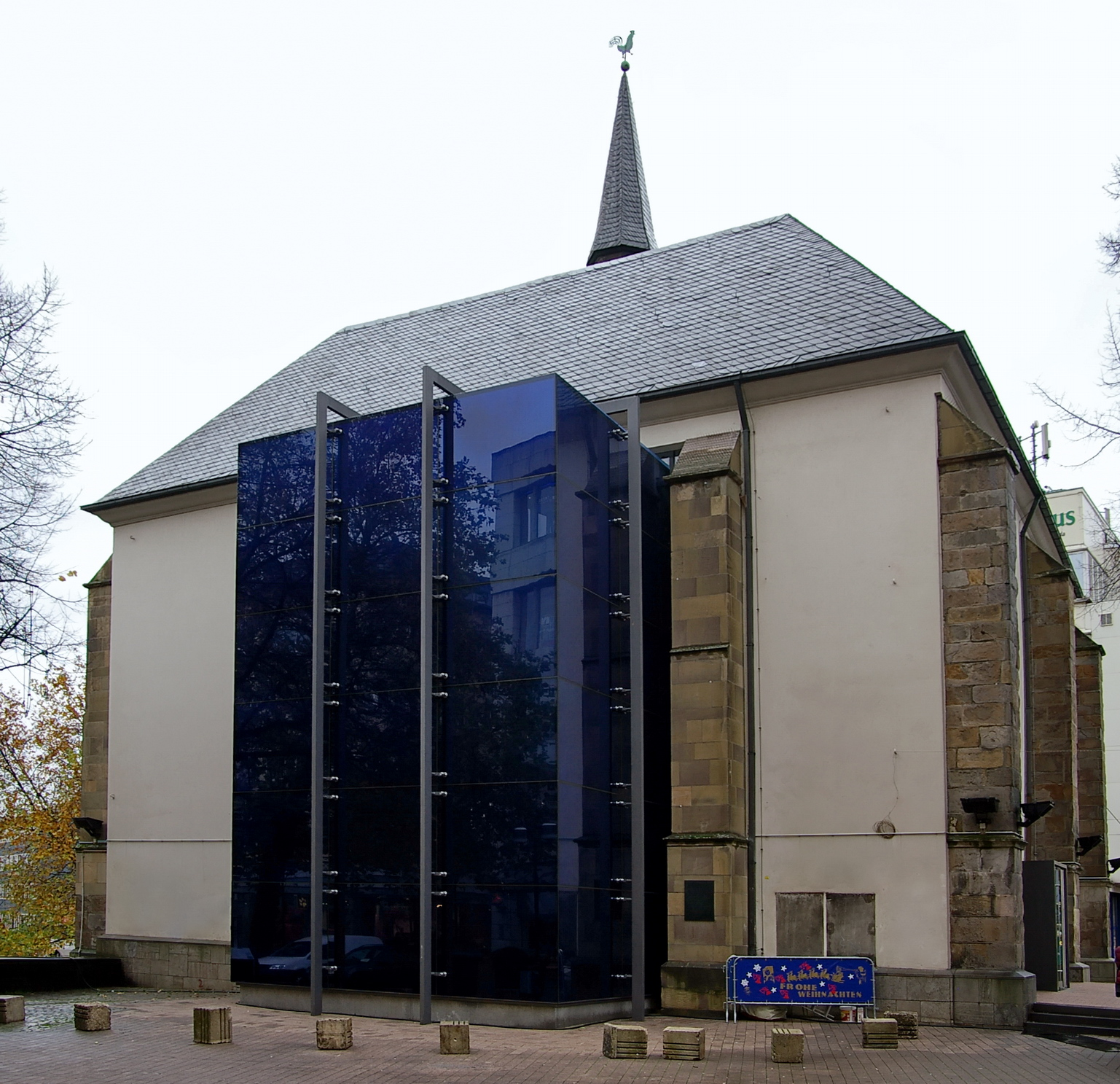
Westchor aus blauem Glas 2006

## Orgel
Einst befand sich in der Kirche eine Orgel der Orgelbaufirma Georg Stahlhuth. Dieses Instrument wurde verkauft und durch ein digitales Instrument von Ewald Kienle mit 26 Registern auf zwei Manualen und Pedal ersetzt.
| I Hauptwerk C–g3 |             |       |
| 1.               | Bordun      | 16′   |
| 2.               | Prinzipal   | 8′    |
| 3.               | Rohrflöte   | 8′    |
| 4.               | Oktave      | 4′    |
| 5.               | Spitzflöte  | 4′    |
| 6.               | Quinte      | 2 ⁄3′ |
| 7.               | Superoktave | 2′    |
| 8.               | Mixtur IV   |       |
| 9.               | Trompete    | 8′    |

| II Schwellwerk C–g3 |             |        |
| 10.                 | Gedackt     | 8′     |
| 11.                 | Gambe       | 8′     |
| 12.                 | Vox celeste | 8′     |
| 13.                 | Flöte       | 4′     |
| 14.                 | Nasat       | 2 ⁄3′  |
| 15.                 | Waldflöte   | 2′     |
| 16.                 | Terz        | 1 3⁄5′ |
| 17.                 | Zimbel III  |        |
| 18.                 | Oboe        | 8′     |
|                     | Tremulant   |        |

| Pedalwerk C–f1 |            |     |
| 19.            | Prinzipal  | 16′ |
| 20.            | Subbaß     | 16′ |
| 21.            | Oktavbass  | 8′  |
| 22.            | Bassflöte  | 8′  |
| 23.            | Choralbass | 4′  |
| 24.            | Nachthorn  | 2′  |
| 25.            | Posaune    | 16′ |
| 26.            | Trompete   | 8′  |

- Koppeln: II/I,  I/P, II/P